# Gaoqiao (ort)
Gaoqiao är en ort i Kina. Den ligger i provinsen Hunan, i den södra delen av landet, omkring 270 kilometer sydväst om provinshuvudstaden Changsha. Antalet invånare är 1 670.
Runt Gaoqiao är det ganska tätbefolkat, med 207 invånare per kvadratkilometer. Närmaste större samhälle är Baisha, 12,7 km söder om Gaoqiao. I omgivningarna runt Gaoqiao växer huvudsakligen savannskog.
Genomsnittlig årsnederbörd är 1 628 millimeter. Den regnigaste månaden är maj, med i genomsnitt 228 mm nederbörd, och den torraste är oktober, med 62 mm nederbörd.